# Суворовский городок
Суво́ровский городо́к — историческая местность, часть территории МО «Город Петергоф» Петродворцового района Санкт-Петербурга. Согласно «Реестру названий городской среды», относится к числу территориальных зон, которые представляют собой объекты городской среды, не являющиеся проездами или фактически существующими островами, но имеющие адреса.

## История
Городок представляет собой комплекс зданий, построенных в начале XX века для 148-го пехотного Каспийского полка, расформированного в 1918 году. В 30-е гг. здесь находилось Ново-Петергофское военно-политическое училище пограничных и внутренних войск НКВД, во время войны эвакуированное в Саратов.
Название связано с Ленинградским Суворовским пограничным военным училищем, размещавшимся здесь с 1946 по 1960 гг.

## Современное состояние
Располагается к югу от железнодорожной станции Новый Петергоф. Некоторые дома, входящие в состав городка, имеют адресацию «Суворовский городок, корпус №…». В одном из отреставрированных зданий казарм находится Санкт-Петербургское государственное казённое учреждение «Дирекция наукограда Российской Федерации г. Петергофа», Петродворцовый районный отдел судебных приставов и другие учреждения. В здании, относящемся к Суворовскому городку, но с адресацией по улице Юты Бондаровской, находится детская художественная школа № 7 Петродворцового района.
На территории городка располагается памятник героям-каспийцам, погибшим в русско-японской войне (1911 год, архитектор А. К. Миняев, скульптор М. Я. Харламов). С 1990 г. относится к числу памятников градостроительства и архитектуры местного значения, но значительная часть памятника утрачена безвозвратно. Здесь находится также памятник поручику М. Г. Балабушке, русскому военному лётчику, разбившемуся на самолёте «Ньюпор» в мае 1913 г. Памятник был поставлен в октябре 1913 г., в советское время закопан, найден при земляных работах.

## Галерея
|  |  |